# 1. československá fotbalová liga 1985/1986
1. československou ligu v sezóně 1985 – 1986 vyhrály TJ Vítkovice.

## Tabulka ligy
| Poř. | Tým                                  | Z  | V  | R  | P  | VG | OG | B  |
| ---- | ------------------------------------ | -- | -- | -- | -- | -- | -- | -- |
| 1.   | TJ Vítkovice                         | 30 | 14 | 12 | 4  | 48 | 32 | 40 |
| 2.   | TJ Sparta ČKD Praha                  | 30 | 15 | 7  | 8  | 75 | 30 | 37 |
| 3.   | ASVS Dukla Praha                     | 30 | 13 | 8  | 9  | 60 | 34 | 34 |
| 4.   | TJ Sigma ZTS Olomouc                 | 30 | 12 | 10 | 8  | 55 | 40 | 34 |
| 5.   | TJ Bohemians ČKD Praha               | 30 | 12 | 10 | 8  | 52 | 37 | 34 |
| 6.   | SK Slavia Praha IPS                  | 30 | 15 | 4  | 11 | 37 | 28 | 34 |
| 7.   | TJ Rudá hvězda Cheb                  | 30 | 14 | 3  | 13 | 49 | 48 | 31 |
| 8.   | TJ Baník Ostrava OKD                 | 30 | 11 | 8  | 11 | 41 | 34 | 30 |
| 9.   | ASVŠ Dukla Banská Bystrica           | 30 | 9  | 10 | 11 | 34 | 45 | 28 |
| 10.  | TJ Spartak TAZ Trnava                | 30 | 9  | 9  | 12 | 25 | 32 | 27 |
| 11.  | TJ DAC Polnohospodár Dunajská Streda | 30 | 9  | 9  | 12 | 27 | 43 | 27 |
| 12.  | TJ Tatran Prešov                     | 30 | 11 | 4  | 15 | 26 | 45 | 26 |
| 13.  | TJ ZVL Žilina                        | 30 | 9  | 8  | 13 | 30 | 50 | 26 |
| 14.  | TJ Dynamo České Budějovice           | 30 | 7  | 11 | 12 | 31 | 46 | 25 |
| 15.  | TJ Lokomotíva Košice                 | 30 | 8  | 8  | 14 | 29 | 45 | 24 |
| 16.  | TJ Inter Slovnaft Bratislava         | 30 | 9  | 5  | 16 | 24 | 54 | 23 |

## Soupisky mužstev

### TJ Vítkovice
Pavel Průša (5/0/1),
Jaroslav Zápalka (26/0/10) –
Jiří Bartl (19/4),
Jiří Běleš (15/0),
Stanislav Dostál (28/4),
Tadeáš Gajger (16/1),
Lumír Havránek (7/0),
Zbyněk Houška (28/6),
Bohuš Keler (29/6),
Luděk Kovačík (27/3),
Ivo Králík (26/1),
Jindřich Kušnír (19/0),
Milan Lišaník (30/2),
Zdeněk Lorenc (16/1),
Zdeněk Malcharek (1/0),
Roman Sedláček (1/0),
Zdeněk Svatonský (9/1),
Ján Šimo (1/0),
Jaroslav Šišma (3/0),
Oldřich Škarecký (25/3),
Jiří Šourek (27/12),
Marek Trval (2/0),
Lubomír Vlk (23/2) –
trenér Ivan Kopecký, asistent Oldřich Sedláček

### TJ Sparta ČKD Praha
Josef Ehrenberger (1/0/0),
Jan Stejskal (29/0/11) –
Jan Berger (26/11),
Miloš Beznoska (1/0),
Július Bielik (29/2),
Michal Bílek (11/2),
Vlastimil Calta (23/3),
Miloslav Denk (14/1),
Daniel Drahokoupil (20/2),
Stanislav Griga (27/19),
Ivan Hašek (22/6),
Jozef Chovanec (30/4),
Josef Jarolím (18/3),
Boris Kočí (9/1),
Václav Němeček (24/3),
Petar Novák (23/15),
Jan Orgoník (6/0),
Lubomír Pokluda (6/1),
Zdeněk Procházka (14/0),
Vladimír Rosenberger (1/0),
František Straka (24/0),
Petr Vrabec(13/1) –
trenér Ján Zachar, asistent Vladimír Mirka

### ASVS Dukla Praha
Petr Kostelník (23/0/8),
Karel Stromšík (7/0/0) –
Aleš Bažant (15/0),
Miloš Belák (13/3),
Günter Bittengel (17/2),
Jan Fiala (20/1),
Peter Fijalka (3/1),
Dušan Fitzel (25/1),
Pavel Karoch (2/0),
Josef Klucký (26/3),
Pavel Korejčík (27/12),
Tomáš Kříž (25/2),
Ľudovít Lancz (1/0),
Aleš Laušman (24/2),
Milan Luhový (27/11),
Josef Novák (28/2),
Stanislav Pelc (28/8),
Petr Rada (25/3),
Luboš Urban (5/0),
Ladislav Vízek (26/8) –
trenér Jiří Lopata, asistent Jan Brumovský

### TJ Sigma ZTS Olomouc
Zdeněk Tulis (30/0/7) –
Miloš Beznoska (7/1),
Jaromír Fiala (8/0),
Jiří Fiala (19/2),
Slavomír Hodúl (2/0),
Pavel Jeřábek (3/1),
Leoš Kalvoda (29/3),
Roman Kocfelda (6/0),
Ladislav Kučerňák (23/3),
Vladislav Lauda (28/16),
Oldřich Machala (30/2),
Jiří Malík (29/0),
Miroslav Mlejnek (30/6),
Petr Mrázek (17/1),
Rudolf Muchka (18/0),
Igor Popovec (7/0),
Miroslav Příložný (30/13),
Ladislav Richter (15/2),
Stanislav Skříček (2/0),
Petr Stejskal (1/0),
Vladimír Šišma (27/4),
Oto Vyskočil (27/1) –
trenér Karel Brückner, asistent Vlastimil Zeman

### TJ Bohemians ČKD Praha
Vladimír Borovička (23/0/8),
Milan Švenger (7/0/4) –
Libor Bilas (7/1),
Vladimír Hruška (10/3),
Pavel Chaloupka (6/3),
Július Chlpík (5/0),
František Jakubec (25/2),
Petr Janečka (28/11),
Vlastimil Jarůšek (1/0),
Jaroslav Jeřábek (4/0),
Zdeněk Koukal (26/2),
Pavel Křížek (1/0),
Jozef Kukučka (11/1),
Stanislav Levý (27/3),
Jaroslav Marčík (16/1),
Tomáš Matějček (12/0),
Tibor Mičinec (24/9),
Jiří Ondra (27/1),
Antonín Rosa (16/4),
Zdeněk Šajtar (11/3),
Zdeněk Ščasný (13/0),
Milan Škoda (26/2),
Jiří Tymich (9/1),
Pavel Vandas (6/2),
Josef Vinš (14/2),
Peter Zelenský (16/0),
Karel Žárský (1/0) –
trenér Tomáš Pospíchal, asistent Michal Jelínek

### SK Slavia Praha IPS
Zdeněk Hruška (23/0/11),
Milan Veselý (7/0/4) –
Miroslav Beránek (27/1),
Alexander Comisso (14/1),
Jiří Doležal (17/2),
Milan Frýda (25/0),
Miroslav Janů (29/1),
Karel Jarolím (22/2),
Jiří Jeslínek (27/3),
Ivo Knoflíček (15/6),
Miroslav Kouřil (22/2),
Karel Kuba (7/0),
Luboš Kubík (28/10),
Jaroslav Němec (8/2),
Pavel Řehák (18/3),
Roman Sokol (15/0),
Jan Švadlenka (16/1),
Marián Takáč (28/4),
Bohuš Víger (21/1),
Jiří Zamazal (3/0) –
trenér Jaroslav Jareš, asistent Bohumil Smolík

### TJ Rudá Hvězda Cheb
André Houška (29/0/9),
Jiří Krbeček (1/0/0) –
Jaromír Belšán (1/0),
Michal Bílek (9/2),
Radek Drulák (10/0),
Peter Herda (30/11),
Miroslav Kadlec (28/1),
Zdeněk Klucký (23/2),
Vítězslav Lavička (28/3),
Stanislav Lieskovský (20/1),
Milan Lindenthal (22/2),
Tomáš Matějček (11/1),
Stanislav Schwarz (13/0),
Miroslav Siva (30/6),
Tomáš Skuhravý (30/13),
Vlastimil Stařičný (21/5),
Pravoslav Sukač (25/0),
Milan Svojtka (1/0),
Vladimír Šeďa (1/0),
Jaroslav Šilhavý (26/2),
Vlastimil Větrovec (8/0) –
trenér Dušan Uhrin, asistenti Luděk Procházka, od 16. kola i Otakar Dolejš

### TJ Baník Ostrava OKD
Luděk Mikloško (29/0/11),
Stanislav Vahala (1/0/0) –
Libor Bilas (4/0),
Václav Daněk (17/4),
Rostislav Halkoci (14/4),
Oldřich Haluska (3/0),
Václav Hanyáš (1/0),
Dušan Horváth (2/0),
Karel Kula (27/7),
Vlastimil Kula (17/1),
Verner Lička (14/7),
Marcel Litoš (1/0),
Lubomír Odehnal (18/3),
Zbyněk Ollender (12/1),
Petr Ondrášek (26/1),
Václav Pěcháček (27/1),
Roman Sialini (10/1),
Václav Smoček (15/0),
Ivo Staš (23/2),
Zdeněk Šajtar (5/0),
Zdeněk Šreiner (29/3),
Dušan Šrubař (1/0),
Zdeněk Válek (24/3),
Rostislav Vojáček (12/1),
Dušan Vrťo (3/0),
Petr Zajaroš (24/0),
Jiří Záleský (24/1) –
trenér Josef Kolečko, asistent Petr Huděc

### ASVŠ Dukla Banská Bystrica
Vladimír Hrubjak (1/0/0),
Marián Magdolen (29/0/7) –
Stanislav Baláž (30/6),
Ľubomír Bednár (1/0),
Gabriel Boroš (29/6),
Jaroslav Boroviak (14/0),
Pavol Diňa (27/4),
Viliam Duchoň (2/0),
Igor Klejch (1/0),
Ján Kocián (26/3),
Jozef Majzlík (2/0),
Stanislav Moravec (30/7),
Jaroslav Nagy (1/0),
Milan Nemec (24/5),
Jozef Oboril (23/1),
Vladimír Sivý (29/2),
Roman Slaný (25/1),
Ján Solár (17/0),
Tomáš Stúpala (24/0),
Miloš Targoš (28/0),
Marián Valach (22/0) –
trenér Jozef Adamec, asistent Anton Hrušecký

### TJ Spartak TAZ Trnava
Peter Krchňák (2/0/0),
Vlastimil Opálek (29/0/11) –
Attila Belanský (26/2),
Marián Brezina (2/0),
František Broš (10/0),
Pavol Burdej (10/1),
Alexander Cabaník (25/0),
Jozef Dian (27/3),
Vladimír Ekhardt (20/3),
Libor Fašiang (17/0),
Vladimír Filo (15/1),
Ján Gabriel (30/2),
Michal Gašparík (26/5),
Ivan Hucko (26/0),
Ivan Kavecký (8/1),
František Klinovský (16/3),
Marián Kopčan (28/0),
Milan Lackovič (15/1),
Igor Lančarič (2/0),
Viliam Martinák (9/0),
Peter Mrva (19/1),
Vojtech Petráš (8/1),
Marián Rybanský (10/0),
Konštantín Šimo (2/0) –
trenér Stanislav Jarábek, asistent Ladislav Kuna

### TJ DAC Poľnohospodár Dunajská Streda
Jaroslav Červeňan (20/0/9),
Ján Veselý (11/0/3) –
Juraj Audi (20/2),
Peter Bartoš (17/1),
Ján Hodúr (28/1),
Ján Hesek (7/0),
Jozef Horváth (6/0),
Ladislav Kalmár (16/0),
Ján Kapko (29/1),
Karol Krištof (25/1),
Dušan Leško (26/1),
Dušan Liba (29/0),
Juraj Majoroš (22/7),
Jozef Medgyes (22/3),
Peter Michalec (29/3),
Pavol Mucha (1/0),
Ján Neshyba (1/0),
Viliam Sipos (7/0),
Lubomír Šrámek (30/1),
Ladislav Tóth (28/5) –
trenér Karol Pecze, asistent Dušan Abrahám

### TJ Tatran Prešov
Karol Korpáš (11/0/3),
Miroslav Kováč (21/0/5) –
Luboš Anina (16/2),
Petr Čmilanský (2/0),
Vladimír Gombár (25/4),
Ján Grňa (13/1),
Miroslav Hermer (6/0),
Igor Holeš (7/0),
Marián Jozef (21/0),
Bartolomej Juraško (21/0),
Miroslav Labun (24/0),
Rudolf Matta (2/0),
Ján Molka (29/4),
Jaroslav Paňko (2/0),
Marián Prusák (10/1),
Jaroslav Rybár (27/4),
Ján Semančík (14/0),
Pavol Stričko (9/2),
Ľuboš Štefan (27/0),
Jozef Talášek (30/4),
Dušan Uškovič (26/3),
Pavol Vytykač (14/0),
Jaroslav Zajac (28/0) –
trenér Justín Javorek, asistent Juraj Mihalčin

### TJ ZVL Žilina
Karol Belaník (8/0/1),
Jozef Michálek (23/0/4) –
Pavol Bajza (2/0),
Ján Berešík (21/1),
Ľubomír Faktor (25/3),
Vladimír Goffa (29/3),
Viliam Hýravý (29/2),
Vladimír Kinier (29/3),
Jaroslav Kostoláni (29/1),
Miroslav Kovanič (25/0),
Ivan Mahút (1/1),
Stanislav Močár (27/4),
Ľudovít Sklenský (14/2),
Pavol Strapáč (29/2),
Ivan Šimček (26/0),
Miroslav Turianik (30/0),
Štefan Zajac (24/8),
Milan Zvarík (11/0),
Ľuboš Zuziak (7/0) –
trenér Jozef Jankech, asistent Jozef Marušin

### TJ Dynamo České Budějovice
Roman Havlíček (3/0/2),
Daniel Klimeš (1/0/0),
Petr Skála (27/0/8) –
Jiří Anderle (26/0),
Miroslav Čížek (26/3),
Miroslav Hermer (12/0),
Jaroslav Holý (30/1),
Josef Jodl (28/3),
Jiří Jurásek (28/1),
Pavel Karoch (7/0),
Václav Korejčík (13/0),
Jiří Kotrba (26/1),
Dušan Kuba (12/3),
Václav Litvan (10/0),
Jiří Nesvačil (6/1),
Jiří Němec (30/2),
Jiří Orlíček (20/2),
Pavel Tobiáš (3/0),
Zdeněk Trněný (28/2),
Zdeněk Urban (19/5),
Michal Váňa (25/5) –
trenér Karel Přenosil, asistent Karel Melka

### TJ Lokomotíva Košice
Vladimír Figura (22/0/6),
Jozef Gašpar (4/0/1),
Marián Vraštiak (5/0/0) –
Bohumil Andrejko (29/7),
Ivan Čabala (29/7),
Alojz Fedor (26/2),
Milan Juhás (15/0),
Michal Kopej (28/0),
Ján Kozák (4/0),
František Kunzo (27/0),
Ján Máčaj (22/0),
Jaroslav Mikloško (22/1),
Miroslav Miškuf (11/0),
Alexander Péter (28/2),
Jiří Repík (19/0),
Stanislav Strapek (26/0),
Milan Suchánek (30/3),
Milan Urban (1/0),
Vladimír Vankovič (18/7) –
trenér Michal Baránek, asistent Jozef Móder

### TJ Inter Slovnaft Bratislava
Eleg Jakubička (2/0/1),
Dušan Maluniak (6/0/0),
Miroslav Mentel (23/0/7) –
Milan Bagin (30/1),
Karol Brezík (20/6),
Rudolf Ducký (14/0),
Peter Fieber (30/0),
Miroslav Gábriš (20/2),
Ján Hlavatý (14/1),
Radomír Hrotek (18/0),
Ladislav Hudec (21/1),
Eduard Kopča (19/0),
Rudolf Kramoliš (28/3),
Milan Krupčík (13/0),
Ján Lehnert (6/0),
Ľubomír Luhový (5/0),
Peter Mráz (7/0),
Lubomír Pokluda (15/2),
Rudolf Rehák (3/0),
Jozef Režnák (6/1),
Pavol Šebo (28/0),
Marián Tomčák (30/7),
Eugen Varga (2/0),
Juraj Žilkay (4/0) –
trenéři Michal Vičan (1.–8. kolo), Juraj Szikora (9.–15. kolo) a Karol Kögl (16.–30. kolo), asistent Juraj Szikora